# René de Possel
René de Possel   (Marsella, 7 de febrer de 1905 - Clamart, 26 de febrer de 1974) va ser un matemàtic francès.

## Vida
Nascut a Marsella, on el seu pare era magistrat, cursa en aquesta ciutat els seus estudis secundaris. El 1923 ingressa a l'ENS, i obté el seu graduat en matemàtiques l'any 1927. Durant els anys següents fa estances a les universitats de Múnic, Goettingen i Berlin. En els anys 1931 i 1932 publica alguns articles de Topologia.
El 1933 publica la seve tesi doctoral sobre l'existència de prolongacions conformes de certes superfícies de Riemann. El 1935 s'integra en el grup fundador de N. Bourbaki, però les seves diferències, personals i metodològiques, amb el grup, el porten a abandonar-lo el 1937 quan André Weil es casa amb la seva ex-dona, Eveline.
L'agost de 1935 es torna a cassar amb Yvonne Liberati, amb qui tindrà tres fills. L'any següent publica un important llibre sobre Teoria de jocs.
El 1941 es trasllada a Alger on ocuparà la càtedra d'Anàlisi matemàtica. Durant la seva estança a Alger, que durarà fins al 1959, treballarà en exposició matemàtica rigorosa de la mecànica, amb el seu col·lega Marcel Brelot. En un acte de solidaritat, el 1957 va presentar la tesi doctoral de Maurice Audin in absentia, quan aquest matemàtic comunista va desaparèixer a mans dels paracaigudistes francesos a Algèria amb la seva tesi pràcticament enllestida.
El 1960, a instàncies del seu ex.company de N. Bourbaki, Jean Coulomb, aleshores director del CNRS, accepta el lloc de director de l'Institut Blaise Pascal del CNRS, per a dedicar-se a l'anàlisi numèrica. Des d'aquesta posició serà un dels matemàtics i físics que crearan els primers instituts de disseny de computadors.
Els seus treballs en Reconeixement òptic de caràcters OCR seran pioners.

## Principals obres
- 1933. Sur l'existence de prolongements conformes de certaines surfaces de Riemann
- 1935. Sur la théorie mathématique des jeux de hasard et de réflexion.
- 1939. Sur la représentation conforme d'un domaine à connexion infinie sur un domaine à fentes parallèles
- 1946. Initiation à la topologie